# Olaszfalu
Olaszfalu is een plaats (község) en gemeente in het Hongaarse comitaat Veszprém. Olaszfalu telt 1116 inwoners (2001).